# Доменек-и-Эстапа, Жозеп
Жозеп Доменек-и-Эстапа (кат. Josep Domènech i Estapà), каталанское произношение: [ʒuˈzɛb duˈmɛnək i əstəˈpa] ; 1858[…], Таррагона — 1917[…], Кабрера-де-Мар, Каталония) — каталонский архитектор.

## Биография
Получил высшее образование в 1881 году и стал профессором геодезии (1888) и начертательной геометрии (1895) в Барселонском университете и членом Академии наук и искусств (1883), президентом которой он впоследствии стал в 1914 году.
Его работы в Барселоне включают церковь Сан-Андреу-дель-Паломар (1881, с Отцом Фалькесом), Театр Полиорама и Королевскую академию наук (1883), Палау-де-ла-Юстиция — Дворец правосудия (1887—1908 гг., С Энриком Санье), Палау Монтанер, ныне Делегация правительства Испании (кат. Delegación del Gobierno Español) в Барселоне (1889—1896, совместно с Луисом Доменеком и Монтанером), Медицинский факультет Университета Барселоны (1904), тюрьма Модело (1904, с Сальвадором Виньялсом и Сабате), дом для слепых Ампаро-де-Санта-Лусия / Эмпар-де-Санта-Лусия, который в конечном итоге стал Музеем науки Барселоны (кат. Museu de la Ciència de Barcelona), ныне известный как CosmoCaixa Барселона (1904—1909), обсерватория Фабра (1906), здание «Каталонский газ и электричество» (кат. Catalana de Gas i electricitat) и водонапорная башня (1908), церковь Богоматери Кармен (кат. Església de la Mare de Déu del Carme) и монастырь кармелитов (1910—1921 гг., законченный его сыном Жозепом Доменек-и-Мансана) и Станция Магория (1912). Он также руководил строительством больницы-клиники (1895—1906 гг.) по проекту Игнаси К. Бартроли (1881). В городе Виладрау он построил отель «Бофилл» (кат. Bofill) в 1898 году.
Он создал свой собственный стиль путем модификации классических стилей, отличных как от эклектики, так и от модернизма, который был принят истеблишментом. Он написал несколько книг, в том числе «Трактат по начертательной геометрии и архитектурному модернизму» (кат. Tratado de geometría descriptiva) в 1911 году.

## Галерея

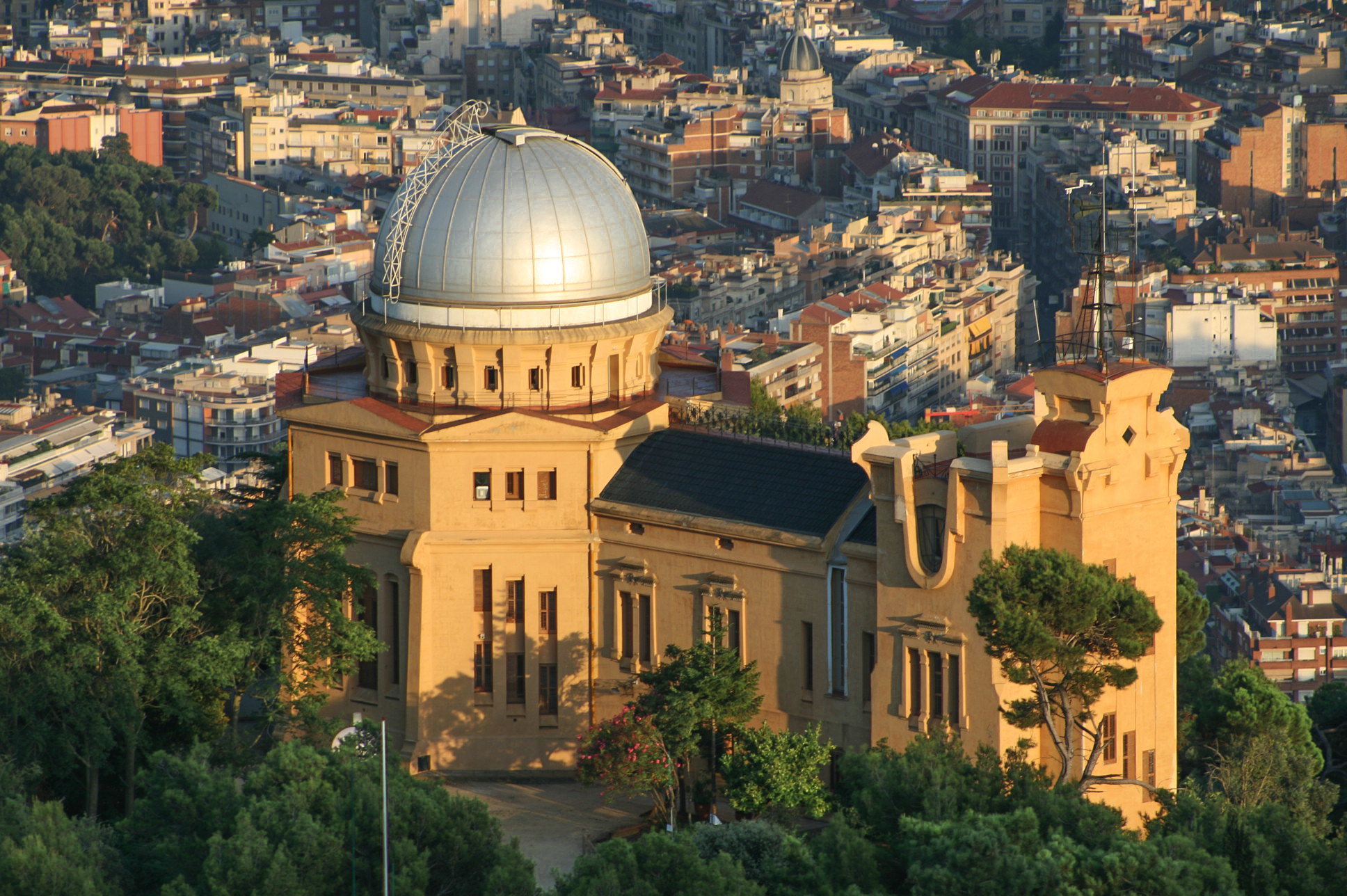
«Обсерватория Фабра» на Коллсероле, Барселона
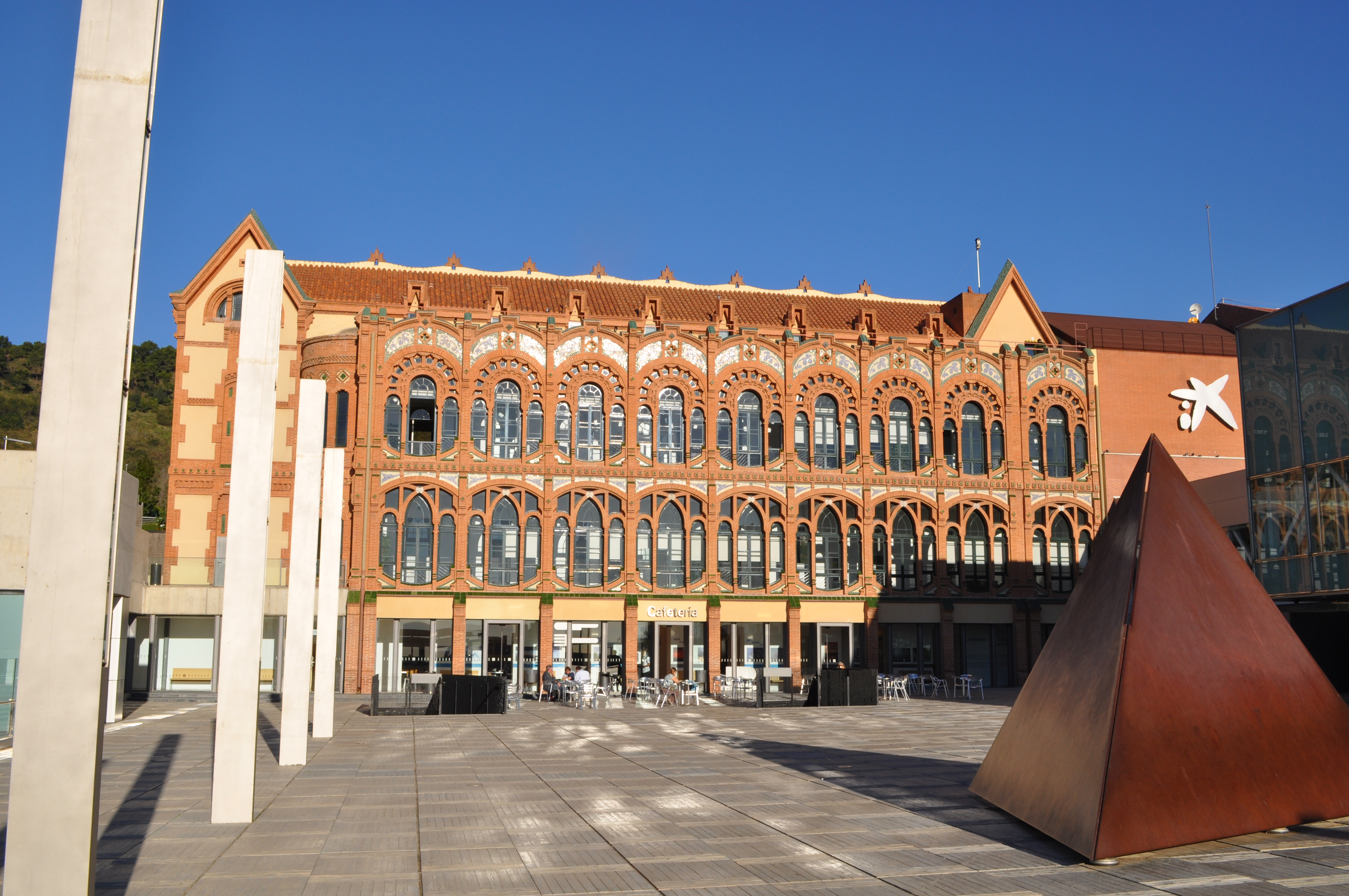
«Дом для слепых», ныне CosmoCaixa, Барселона
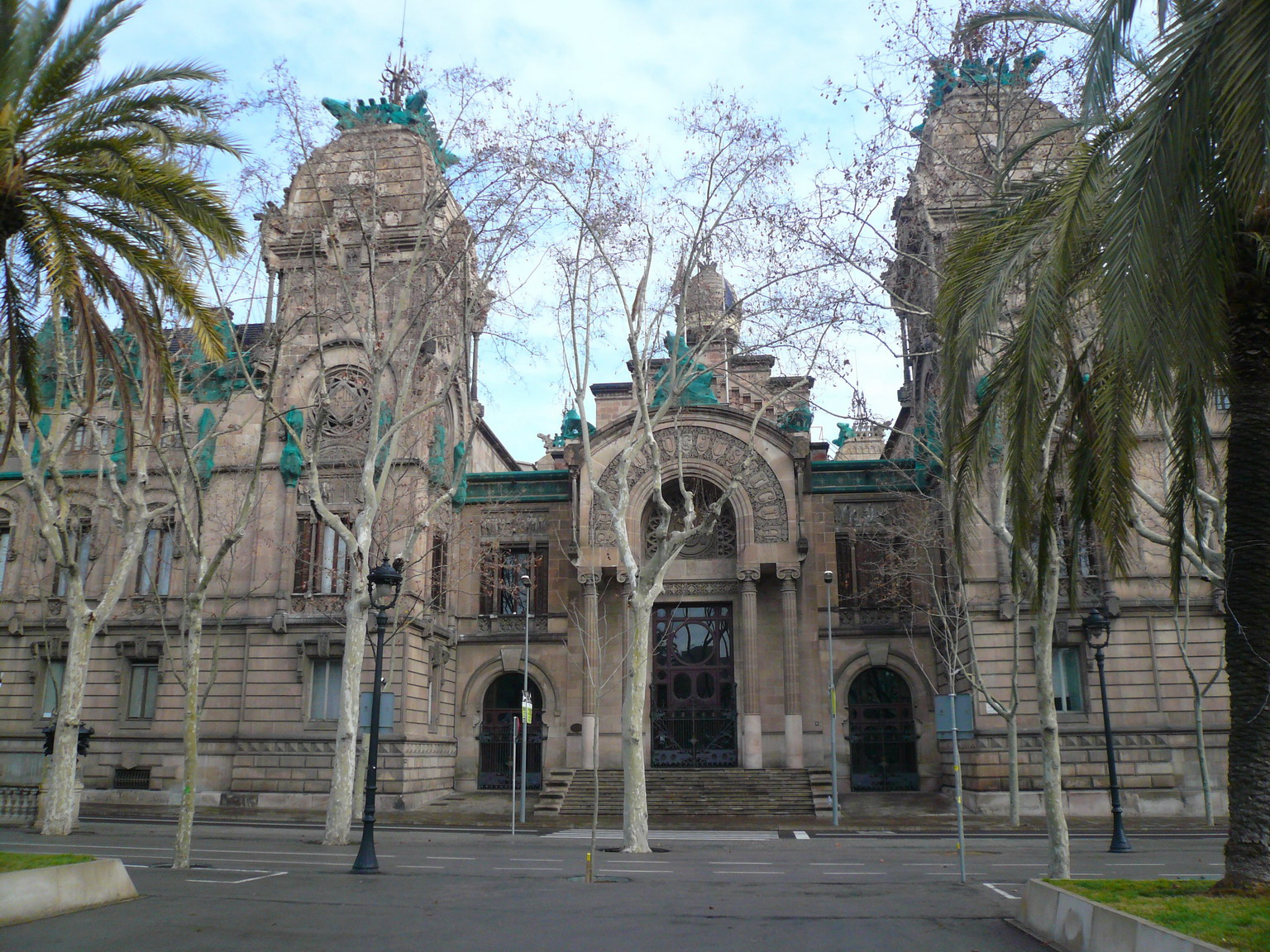
«Дворец правосудия в Барселоне», построенный вместе с Энриком Санье-и-Вильявеккьей
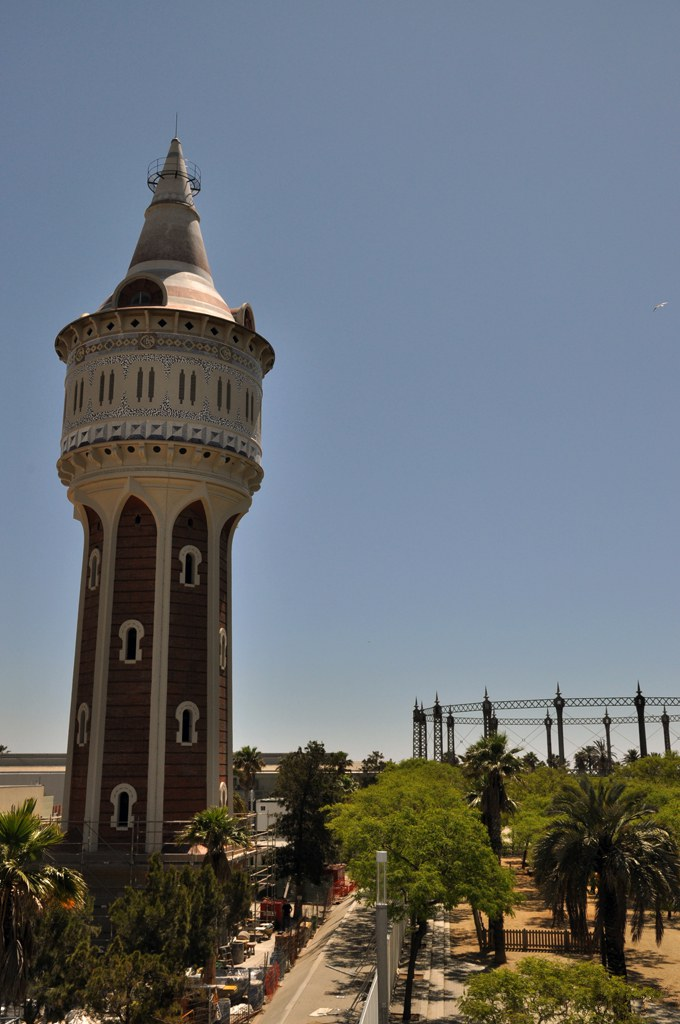
Водонапорная башня «Ла-Каталана-де-Гас», Барселона, полный вид
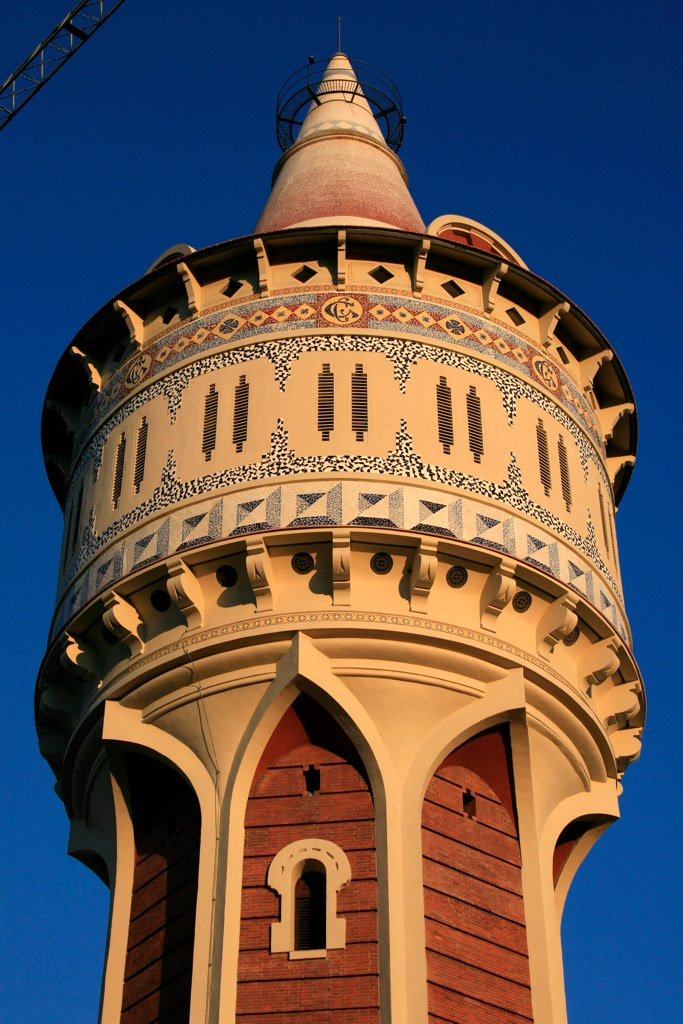
Водонапорная башня «Ла-Каталана-де-Гас», Барселона, фрагмент
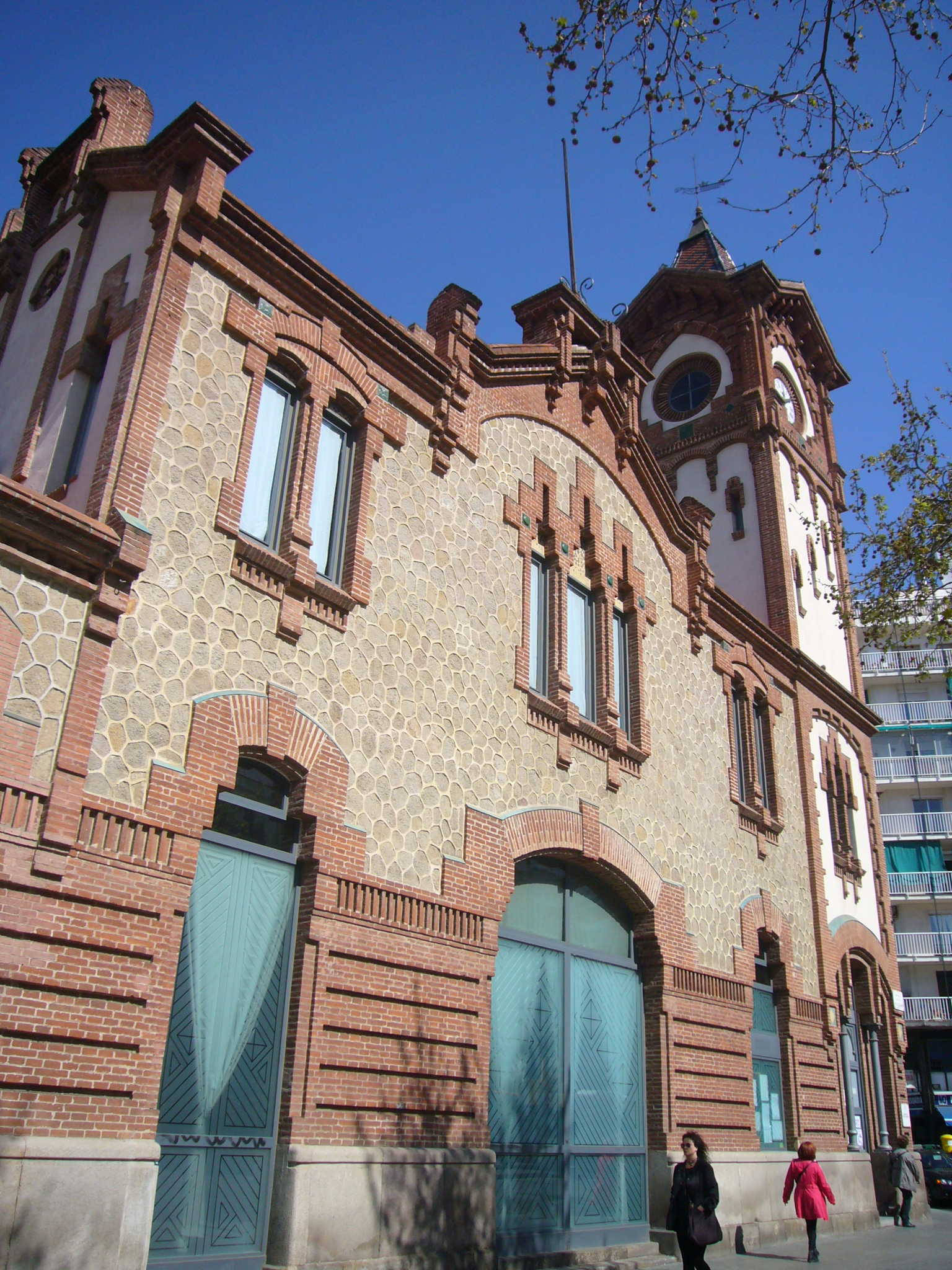
Станция «Магория», Барселона
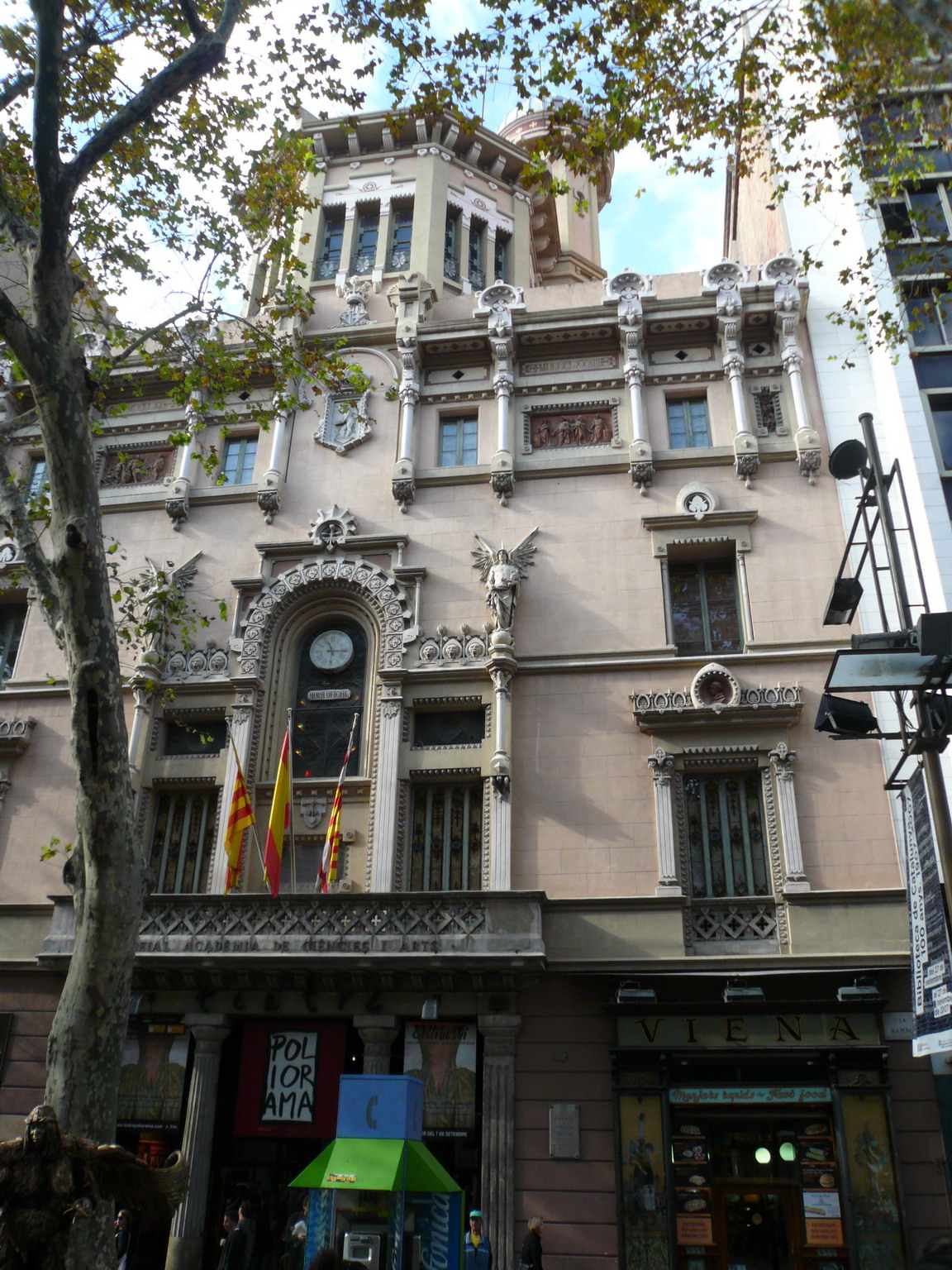
Королевская академия наук и искусств / Театр «Полиорама», Барселона
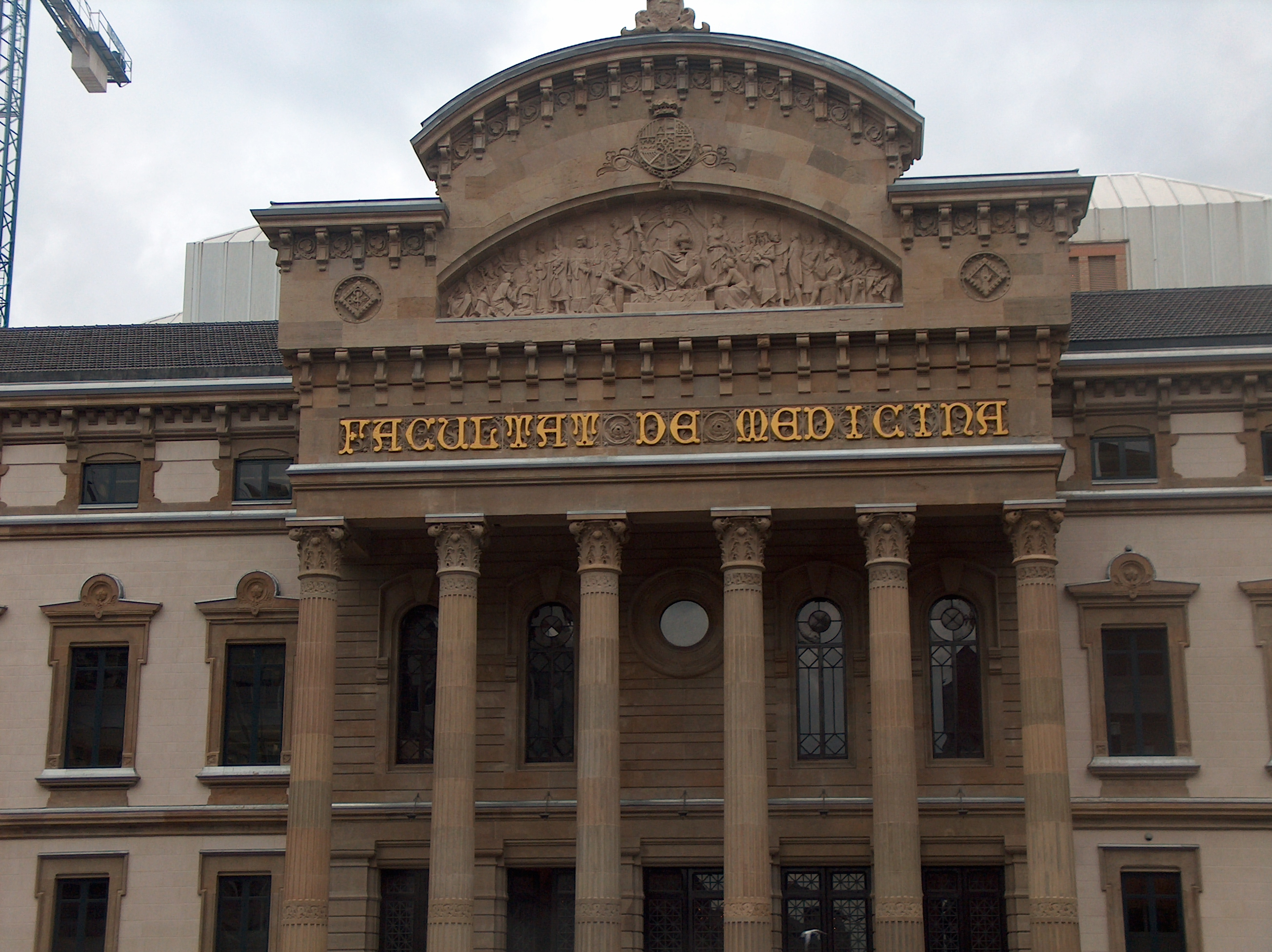
«Университет Барселоны», медицинский факультет, Барселона
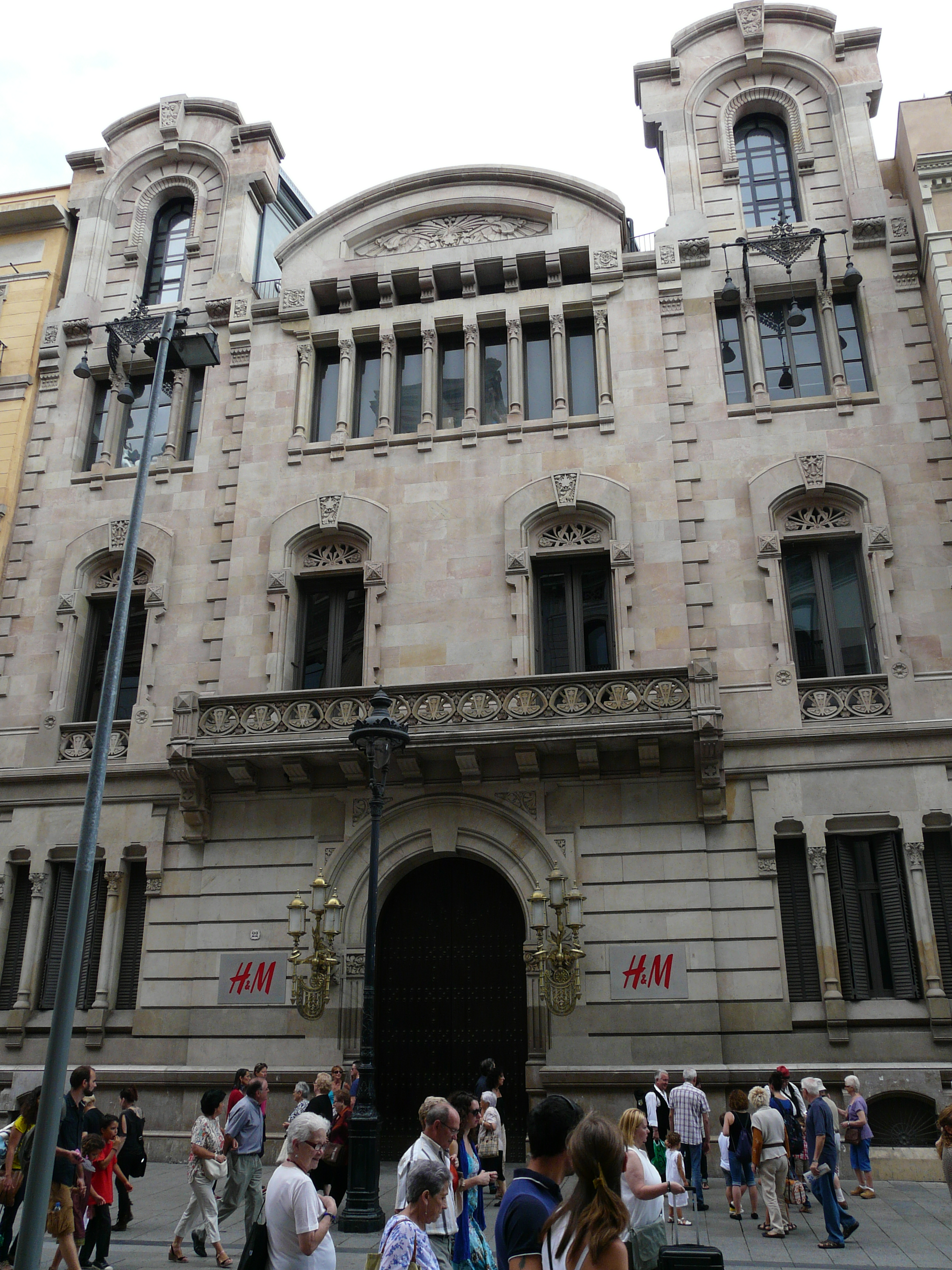
Бывшая штаб-квартира коммунальной компании «Каталонский газ и электричество», Барселона
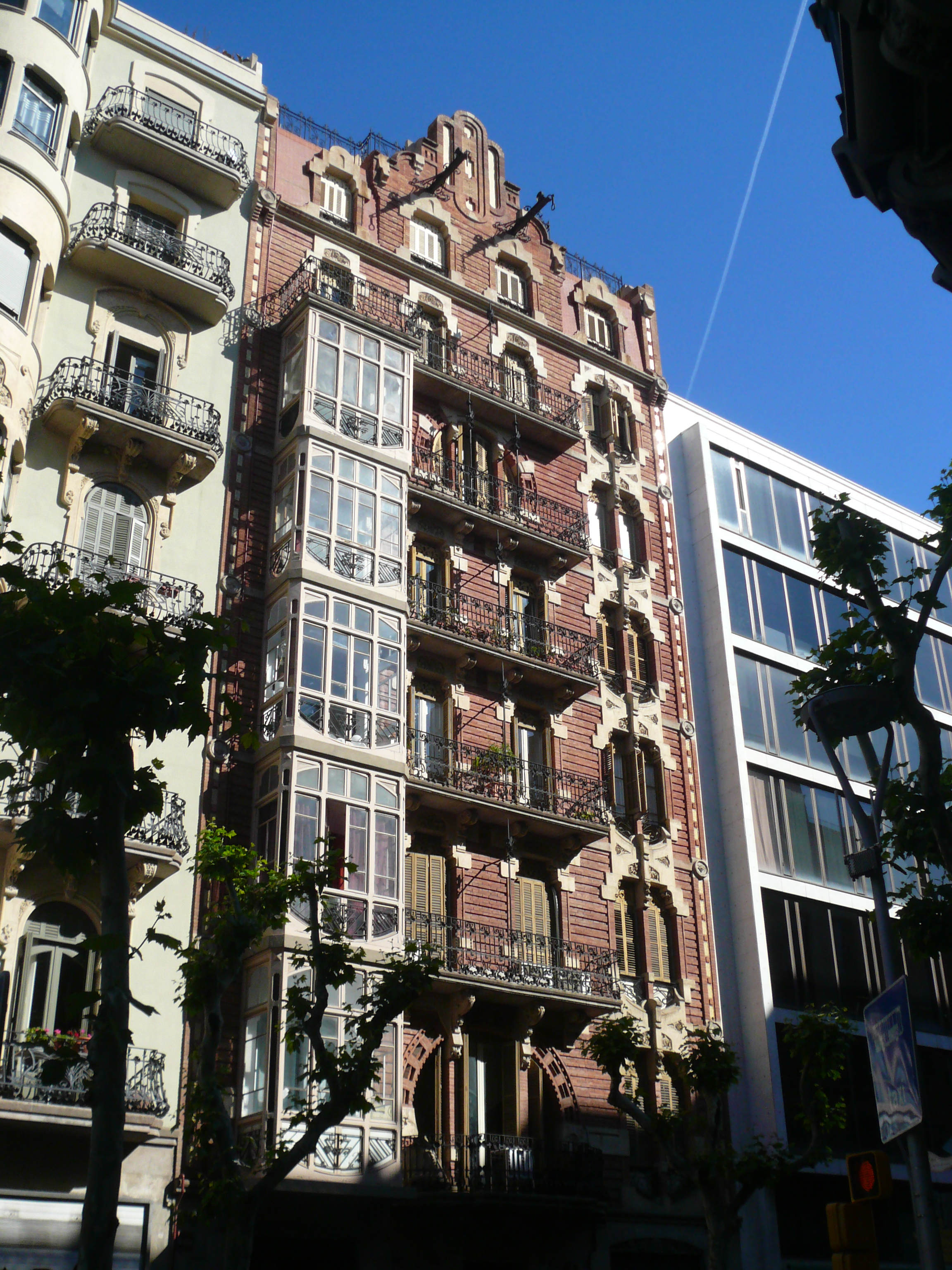
«Дом Доменек и Эстапа», Барселона
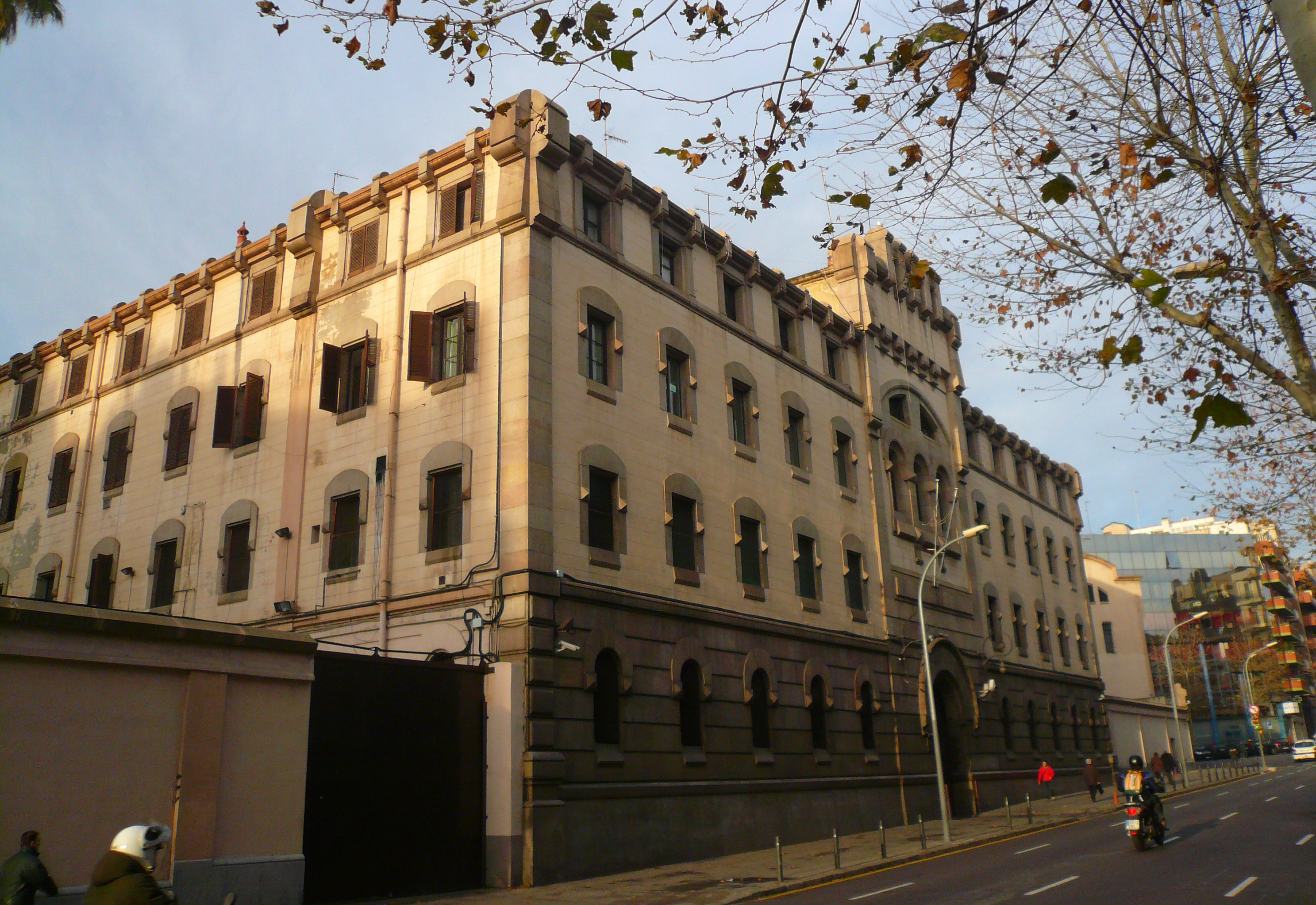
«Образцовая тюрьма» (построена совместно с Сальвадором Виньялсом-и-Сабате), Барселона